# Qaradağ FK
Maillots
Le Qaradağ Lökbatan Futbol Klubu, plus couramment abrégé en Qaradağ FK, est un club azerbaïdjanais de football fondé en 2009 et basé à Bakou, la capitale du pays.
Il évolue en Azərbaycan Birinci Divizionu.

## Histoire
Le club est fondé en 2009 comme étant l'équipe réserve du FK Neftchi Bakou, il évolue alors en seconde division. Mais le règlement stipule que l'équipe réserve d'un club ne peut évoluer dans le même championnat que l'équipe première, ce qui signifie que le club ne peut monter en première division. En 2011, le club devient indépendant du Neftchi Bakou, et est renommé en Qaradağ FK. Il peut alors participer à la Unibank Premyer Liqası.
Le 10 avril 2012, le club obtient sa montée en première division, après avoir terminé premier de la Azərbaycan Birinci Divizionu. Cependant, la Fédération d'Azerbaïdjan de football décide de ne pas promouvoir le club en Unibank Premyer Liqası.

## Stade
Lökbatan Olympic Sport Complex

## Bilan sportif

### Palmarès
| Compétitions nationales                                               |
| --------------------------------------------------------------------- |
| - Championnat d'Azerbaïdjan D2 (2) : - Champion : 2011-12 et 2021-22. |

### Résultats en compétition
| Saison    | Division | Place finale | Matchs disputés | Victoires | Matchs nuls | Défaites | Buts marqués | Buts encaissés | Différence de Buts | Points |
| --------- | -------- | ------------ | --------------- | --------- | ----------- | -------- | ------------ | -------------- | ------------------ | ------ |
| 2009-2010 | D2       | 4            | 22              | 12        | 3           | 7        | 38           | 26             | 12                 | 39     |
| 2010-2011 | D2       | 4            | 26              | 15        | 5           | 6        | 47           | 24             | 23                 | 50     |
| 2011-2012 | D2       | 1            | 26              | 21        | 2           | 3        | 45           | 9              | 36                 | 65     |
| 2012-2013 | D2       | 2            | 24              | 20        | 3           | 1        | 61           | 8              | 53                 | 63     |
| 2013-2014 | D2       | 3            | 30              | 18        | 9           | 3        | 52           | 14             | 38                 | 63     |
| 2014-2015 | D2       | 4            | 30              | 20        | 5           | 5        | 57           | 25             | 32                 | 65     |
| 2015-2016 | D2       | 2            | 26              | 18        | 4           | 4        | 59           | 28             | 31                 | 58     |

| Saison    | Matchs disputés | Victoires | Défaites | Différence de Buts | Tour atteint | Dernier adversaire | Score |
| --------- | --------------- | --------- | -------- | ------------------ | ------------ | ------------------ | ----- |
| 2009-2010 | 2               | 1         | 1        | -6                 | Premier Tour | FK Neftchi Bakou   | 7-0   |
| 2010-2011 | 2               | 1         | 1        | -1                 | Premier Tour | Qəbələ FK          | 2-0   |
| 2011-2012 | 1               | 1         | 1        | -2                 | Premier Tour | FK Khazar Lankaran | 3-0   |
| 2012-2013 | 6               | 2         | 2        | 8                  | Demi-finales | FK Neftchi Bakou   | 4-3   |
| 2013-2014 |                 |           |          |                    |              |                    |       |

### Maillots
| Domicile | Domicile |

## Personnalités du club

### Entraîneurs du club
En septembre 2024, l'ancien entraîneur du club Azər Həşimov a été démis de ses fonctions, et Amit Quluzadə a été nommé à ce poste.